# Rafael María Baralt
Rafael María Baralt (Maracaibo, 3 de juliol del 1810 - Madrid, 4 de gener del 1860) fou un historiador, periodista, escriptor, filòleg i poeta veneçolà.
Baralt va néixer en un context marcat per la convulsió política i bèl·lica de Veneçuela durant la independència. Fill d’un llibreter i periodista, va passar part de la infantesa a Santo Domingo a causa de les guerres. A Bogotà, sota la tutela del seu oncle, va estudiar llatí i filosofia, iniciant així una trajectòria marcada per la passió per la literatura i els clàssics grecs. De tornada a Veneçuela, va participar en els esdeveniments bèl·lics i polítics que van configurar la nova República, començant també a escriure per la premsa local i destacant com a investigador històric.
Posteriorment, va establir-se a Espanya, on va desenvolupar una prolífica carrera com a escriptor i lexicògraf. Va ser el primer llatinoamericà membre de la Reial Acadèmia Espanyola, i el seu prestigi el va portar a ocupar càrrecs diplomàtics per la República Dominicana. Malgrat els conflictes judicials que el van afectar, va ser rehabilitat poc abans de morir. El seu llegat inclou obres fonamentals de literatura i lingüística.
El seu cos va ser finalment repatriat a Veneçuela, on descansa al Panteó Nacional de Veneçuela (Caracas) des de 1982, any en què es va fundar la universitat que porta el seu nom.

## Obra

### Odes
- Adiós a la Patria. Sevilla, 1843.

### Poesies
- A Alberto Lista (¡Bien haya la piedad que augusta ofrenda)
- A Cristóbal Colón (¿Quién La fiereza insulta de mis olas?)
- A Dios (Perlas son de tu manto las estrellas)
- A Dios (Cielos, orbes y abismos reverentes)
- A la batalla de Ayacucho (¡Mudo EL cañón, del campo fratricida!)
- A la memoria de don Alberto Lista y Aragón (¡Levanta de tu tumba, oh de la hispana)
- A la muerte de Judas (De su traición el peso infame a tierra)
- A la Santa Cruz (1) (Fuiste suplicio en que a morir de horrenda)
- A la Santa Cruz (2) (Suplicio fuiste en que a morir de horrenda)
- A la Santa Cruz (3) (Alto Portento del amor divino)
- A la señorita venezolana Teresa G. (Si del Guaire gentil en la ribera)
- A S. M. la reina doña Isabel II (Vierte tu sangre con furor insano)
- A Sevilla (Deja los juegos ya; deja de amores)
- A Simón Bolívar (1) (Él fue quien fulminando el hierro insano)
- A Simón Bolívar (2) (Fiero en la lid y en la victoria humano)
- A un ingenio de estos tiempos (Soy incapaz, Ernesto, de engañarte:)
- A un plagiario (Tranquilízate, amigo, tus escritos)
- A una señorita con motivo de haber entrado en religión (En la cándida frente el sacro velo)
- A una tonta (Nadie lo niega, Elisa, y yo el primero,)
- Adán en la redención (Cuando al morir Jesús, en su cimiento)
- Al nacimiento de la Princesa de Asturias (¡La Reina es madre! Venturoso día)
- Al señor Conde de San Luis (Sublima al cielo la sagrada frente)
- Al sol (1-Baralt) (Mares de luz, ¡oh sol!, en la alta esfera)
- Al sol (variante del anterior) (Mares de luz por la sonante esfera,)
- Contestando a una invitación (No niego la costumbre: menos niego)
- El mar (Te admiro, ¡oh mar!, si la movible arena)
- El viajero (Ave de paso que vagando gira)
- Imprecación al sol (¡Rey de los astros, eternal lumbrera,)
- La bombardeo de Barcelona en 1843 (De un eco en otro sordo retumbado)
- Luzbel en la redención (Muere Jesús y al punto estremecida)
- La redención (Cuando del pecho en la garganta helada)

### Assaigs
- Resumen de la Historia de Venezuela (1841, escrit amb Ramón Díaz)
- Poesías
- Diccionario matriz de la lengua castellana (1850)
- Diccionario de Galicismos (1855)